# Софія Антонія Брауншвейг-Вольфенбюттельська
Софія Антонія Брауншвейг-Вольфенбюттельська (нім. Sophie Antonia von Braunschweig-Wolfenbüttel; 13 або 23 січня 1724 — 17 травня 1802) — принцеса Брауншвейг-Вольфенбюттельська з роду Вельфів, донька князя Брауншвейг-Вольфенбюттелю та Беверну Фердинанда Альбрехта II та принцеси Брауншвейг-Вольфенбюттельської Антуанетти Амалії, дружина герцога Саксен-Кобург-Заальфельдського Ернста Фрідріха.

## Життєпис
Софія Антонія народилась у січні 1724 року у Вольфенбюттелі. Вона була дев'ятою дитиною та четвертою донькою в родині князя Брауншвейг-Вольфенбюттелю та Беверну Фердинанда Альбрехта II та його дружини Антуанетти Амалії.
У 25-річному віці принцеса пошлюбилася із своїм однолітком Ернстом Фрідріхом Саксен-Кобург-Заальфельдським, старшим сином правлячого герцога Франца Йозіаса. Весілля відбулося 23 квітня 1749 року у Вольфенбюттелі. У подружжя народилося семеро дітей.
1764 року її чоловік успадкував герцогський престол і вирішив перенести свою резиденцію до Кобургу.
26 серпня 1800 року він помер. Софія Антонія пішла з життя два роки потому, за правління старшого сина Франца. Похована у склепінні лютеранської кірхи Святого Маврикія у Кобурзі.

## Родина
Чоловік — Ернст Фрідріх, герцог Саксен-Кобург-Заальфельдський
Діти:
- Франц Фрідріх Антон (1750—1806) — наступний герцог Саксен-Кобург-Заальфельдський у 1800—1806 роках, був одружений з Софією Саксен-Хільдбурґхаузенською, а після її смерті — із Августою Ройсс-Еберсдорфською, мав десятеро дітей від другого шлюбу;
- Карл Вільгельм Фрідріх (1751—1757) — пішов з життя в дитячому віці;
- Фредеріка Юліана (14—24 вересня 1752) — померла невдовзі після народження;
- Кароліна Ульріка Амалія (1753—1829) — остання настоятелька Ґандерсхаймського монастиря;
- Людвіг Карл Фрідріх (1755—1806) — одружений не був, мав позашлюбного сина, його нащадкі живі й донині.[1]
- Генріх (1756—1758) — помер в дитячому віці;
- Фрідріх (4 березня—26 червня 1758) — помер немовлям.